# Les Deux-Fays
Les Deux-Fays – miejscowość i gmina we Francji, w regionie Burgundia-Franche-Comté, w departamencie Jura.
Według danych na rok 1990 gminę zamieszkiwało 125 osób, a gęstość zaludnienia wynosiła 18 osób/km² (wśród 1786 gmin Franche-Comté Les Deux-Fays plasuje się na 618. miejscu pod względem liczby ludności, natomiast pod względem powierzchni na miejscu 644.).